# Robert Petiet
Robert Marie Édouard Petiet, né le 10 avril 1880 dans le 10e arrondissement de Paris, ville où il est mort le 15 octobre 1967 dans le 16e arrondissement, est un officier général français.
Commandant l'école de cavalerie de Saumur en 1933-1938, puis commandant la 3e division de cavalerie en 1940, il résiste à plusieurs reprises à l'avance allemande, et effectue des contre-offensives ; il devient ensuite général de corps d'armée, inspecteur général de la cavalerie, président de la Fédération des dragons, et président de l'Union de la cavalerie, de l'arme blindée et des chars.

## Biographie
Né en 1880, Robert Marie Édouard Petiet (Robert de son prénom usuel), frère de Charles Petiet, est le deuxième fils de l'ingénieur André Petiet et d'Adèle Bricogne, petit-fils de l'ingénieur Jules-Alexandre Petiet et descendant du ministre Claude Petiet inhumé au Panthéon.
Robert Petiet intègre Saint-Cyr en 1898, et en sort 50e sur 550 en 1900. Sous-lieutenant de dragons, il entre à l'École de cavalerie de Saumur. Il en sort major de ses deux cours d'application, comme sous-lieutenant puis comme capitaine. Il est nommé en 1911 instructeur à l'école.
Pendant la Première Guerre mondiale, il commande de 1914 à 1917 le 3e escadron du 5e dragons, où il est cité. Il est ensuite nommé à l'état-major de la 3e division de cavalerie.
Chef d'escadron en septembre 1918, il devient chef d'état-major de la 6e division de cavalerie. De 1920 à 1928, il dirige la section technique de la cavalerie, chargé d'organiser la mécanisation de cette arme. Il est nommé lieutenant-colonel en 1926, et devient en 1928 chef d'état-major de l'inspection générale de la cavalerie.
Colonel en 1931, il commande le 7e régiment de chasseurs à cheval à Évreux.
Général de brigade en 1934, il suit les cours du Centre des hautes études militaires. Il est ensuite nommé en 1935 commandant de l'école de cavalerie de Saumur. Il est général de division en 1935.
Robert Petiet est nommé en 1938 à la tête de la 3e division de cavalerie. Cette division est transformée en 3e division légère de cavalerie (3e DLC) en février 1940. Le général Petiet la conduit au feu en 1939-1940, sa conduite face à l'ennemi lui vaut de rares distinctions : la 3e DLC, sous son commandement, est citée deux fois à l'ordre de l'armée, et tous ses régiments sont individuellement cités à l'ordre de l'armée,. Pendant cette campagne, il réussit avec sa division à ralentir la progression des Allemands par le Luxembourg, à leur tenir tête à Laon, où il soutient de son artillerie l'offensive lancée par Charles de Gaulle, puis à la bataille de la Somme, et lors de la bataille de la Seine. Robert Petiet, en plus de sa division, avait reçu la responsabilité du groupement Petiet formé de plusieurs autres unités dont la division britannique Evans (1st Armoured Division).
Nommé ensuite général de corps d'armée, Robert Petiet cesse ses fonctions officielles en 1941. Après avoir en vain essayé d'infléchir la politique de Pétain, il quitte Vichy en 1942.
Il s'occupe alors d'associations d'anciens combattants et d'œuvres caritatives. Il devient président de la Fédération des dragons, puis président de l'Union de la cavalerie, de l'arme blindée et des chars. Il est aussi vice-président des villages-sanatoriums de haute-altitude.
Il est par ailleurs membre du cercle de l'Union et du Nouveau cercle.
Robert Petiet meurt en octobre 1967. Il était commandeur de la Légion d'honneur.
Il avait épousé en 1913 Alice Geoffray, et eut comme enfants :
- Bernard Petiet, colonel de cavalerie ;
- Michel Petiet, diplomate, directeur des relations extérieures du Crédit commercial de France, président du Polo de Paris ;
- Hubert Petiet, industriel ;
- Maggie Petiet, épouse d'Hubert Vignon.

## Hommages et décorations
- Une plaque apposée en 1991 dans une cour de l'École militaire rappelle son action à la tête de la 3e DLC.
- Croix de guerre 1914–1918.
- Commandeur de la Légion d'honneur (1941).
- Croix de guerre 1939–1945.
- Grand-croix de l'ordre de l'Éléphant blanc de Siam.
- Ordre de la Francisque[8].

### Liens connexes
- Famille Petiet